# Josef Commer
Josef Commer (* 17. November 1873 in Mülheim am Rhein; † 3. Juni 1927 in Berlin) war ein deutscher Schauspieler und Regisseur.

## Leben und Wirken
Commer begann seine Bühnenlaufbahn 1897 am Krefelder Stadttheater. Weitere Theaterstationen waren unter anderem Hanau (wo er auch als Regisseur arbeitete), Posen und Koblenz. Aus Erfurt kommend, übersiedelte er im Jahre 1910 nach Berlin, um ein Engagement am Neuen Schauspielhaus anzutreten. Später sah man ihn auch an anderen hauptstädtischen Spielstätten, darunter das Theater am Nollendorfplatz, wo er auch als Regisseur – an den Vaterländischen Schauspielen beziehungsweise der Volksoper – wirkte.
Commers Rollenrepertoire umfasste unter anderem Shylock, Narziss, den Mephisto, Nathan der Weise, Franz Moor, Jago aus Othello, Hamlet und den Sekretär Wurm aus Schillers Kabale und Liebe. Weniger bekannte Stücke mit Commer waren Franz von Schönthans Lustspiel Der Herr Senator, in dem er den Andersen verkörperte, das Schülerdrama Traumulus aus der Feder von Arno Holz und Oskar Jerschke, wo er den Niemeyer spielte, und die Otto-Ernst-Komödie Flachsmann als Erzieher, in der er den Titelhelden gab.
Im Film sah man Josef Commer vor allem in den ersten Jahren der Weimarer Republik. Dort war er als Nebendarsteller Partner populärer Leinwanddiven wie Ossi Oswalda, Marija Leiko und mehrfach Lee Parry. Vor allem die Produktionsfirmen Zelnik-Mara Film und Eichberg Film verpflichteten den Rheinländer für ihre Filme.

## Filmografie
- 1919: Die Ehrenreichs
- 1920: Anna Karenina
- 1920: Das Glücksschwein
- 1920: Das Gesetz der Wüste
- 1920: Auri Sacra Fames (2 Teile)
- 1921: James Morres
- 1921: Die Geliebte
- 1921: Hazard
- 1921: Entgleist
- 1921: Der Silberkönig (4 Teile)
- 1921: Der lebende Propeller
- 1921: Die Ehe der Hedda Olsen oder Die brennende Akrobatin
- 1921: In einem kühlen Grunde
- 1921: Das begrabene Ich
- 1921: Das Mädel von Piccadilly (2 Teile)
- 1921: Betrüger des Volkes
- 1921: Die Liebesabenteuer der schönen Evelyne oder Die Mordmühle auf Evanshill
- 1922: Jussuf el Fanit, der Wüstenräuber
- 1922: Der große Wurf
- 1922: Die Beute der Erinnyen
- 1922: Der Roman einer armen Sünderin
- 1922: Das Straßenmädchen von Berlin
- 1923: Katjuscha Maslowa
- 1923: Daisy
- 1924: Eine verlorene Tochter
- 1924: Das Rennen des Todes
- 1925: Goldjunge
- 1925: Die Frau mit dem Etwas